# سالن پادشاهی

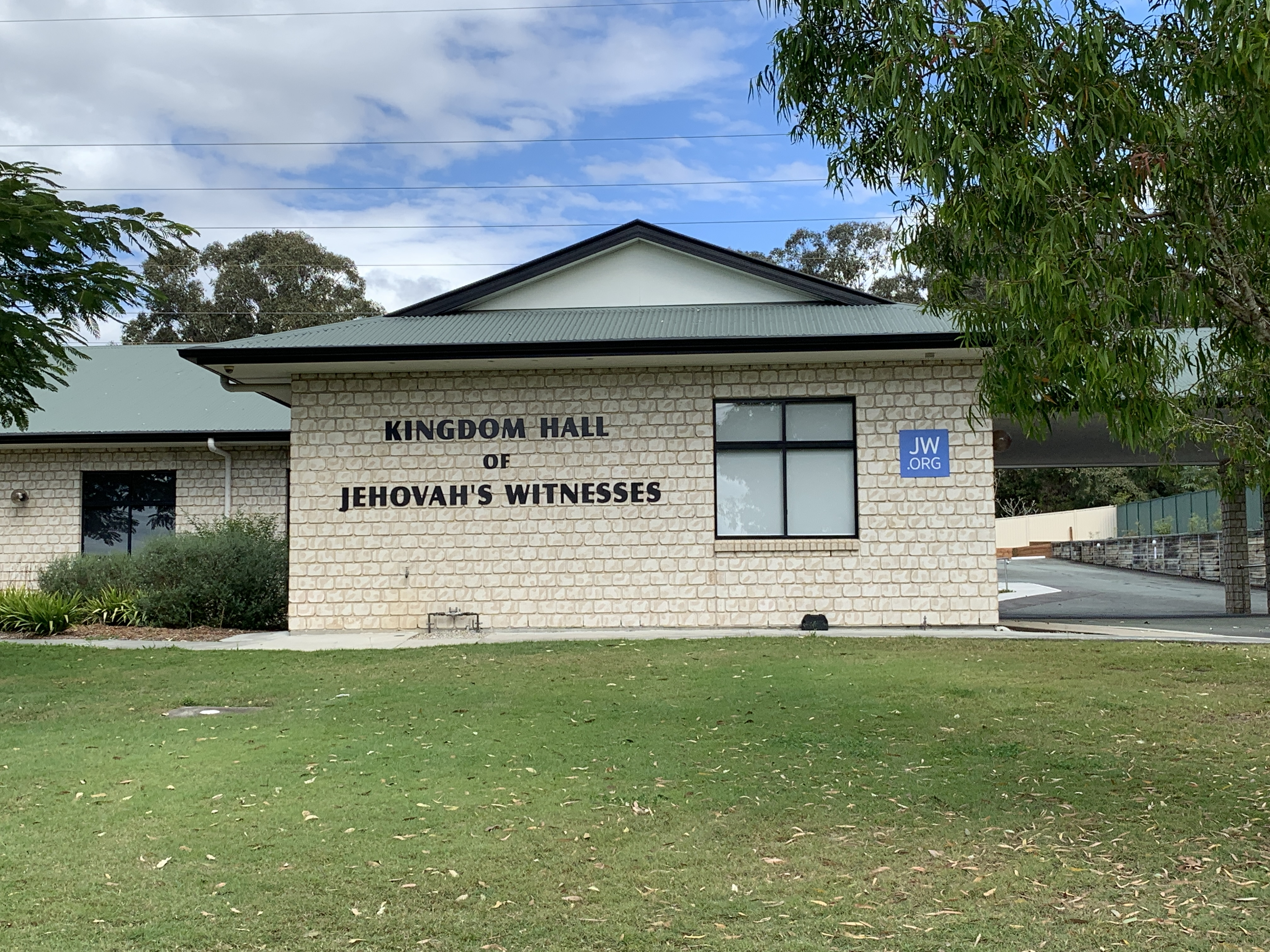
یک تالار پادشاهی در ویلاونگ, کوئینزلند, استرالیا

تالار پادشاهی مکانی برای عبادت است که توسط شاهدان یهوه استفاده می‌شود. این اصطلاح اولین بار در سال ۱۹۳۵ توسط جوزف فرانکلین رادرفورد، رئیس وقت انجمن برج دیده‌بانی، برای ساختمانی در هاوایی پیشنهاد شد. استدلال رادرفورد این بود که این ساختمان‌ها برای «موعظه مژده پادشاهی» استفاده می‌شوند.
شاهدان یهوه از تالارهای پادشاهی برای اکثر عبادت‌ها و آموزش‌های کتاب مقدس خود استفاده می‌کنند. شاهدان اصطلاح «تالار پادشاهی» را به «کلیسا» ترجیح می‌دهند، و خاطرنشان می‌کنند که اصطلاحی که اغلب در کتاب مقدس «کلیسا» ترجمه می‌شود، به جماعت مردم اشاره دارد نه به یک بنا.